# Aéroport Khrabrovo
L'aéroport international de Kaliningrad (Khrabrovo) de l'impératrice Élisabeth Petrovna (en russe : Междунаро́дный аэропо́рт Калинингра́д (Храбро́во) и́мени императри́цы Елизаве́ты Петро́вны) (code IATA : KGD • code OACI : UMKK) est l'aéroport de la ville de Kaliningrad, situé à 24 kilomètres au nord de la ville, près du village de Khrabrovo. Il partage son activité entre des destinations commerciales essentiellement nationales, et une activité militaire en tant que base de l'Armée de l'air russe. Il est desservi par l'autoroute A217.

## Histoire

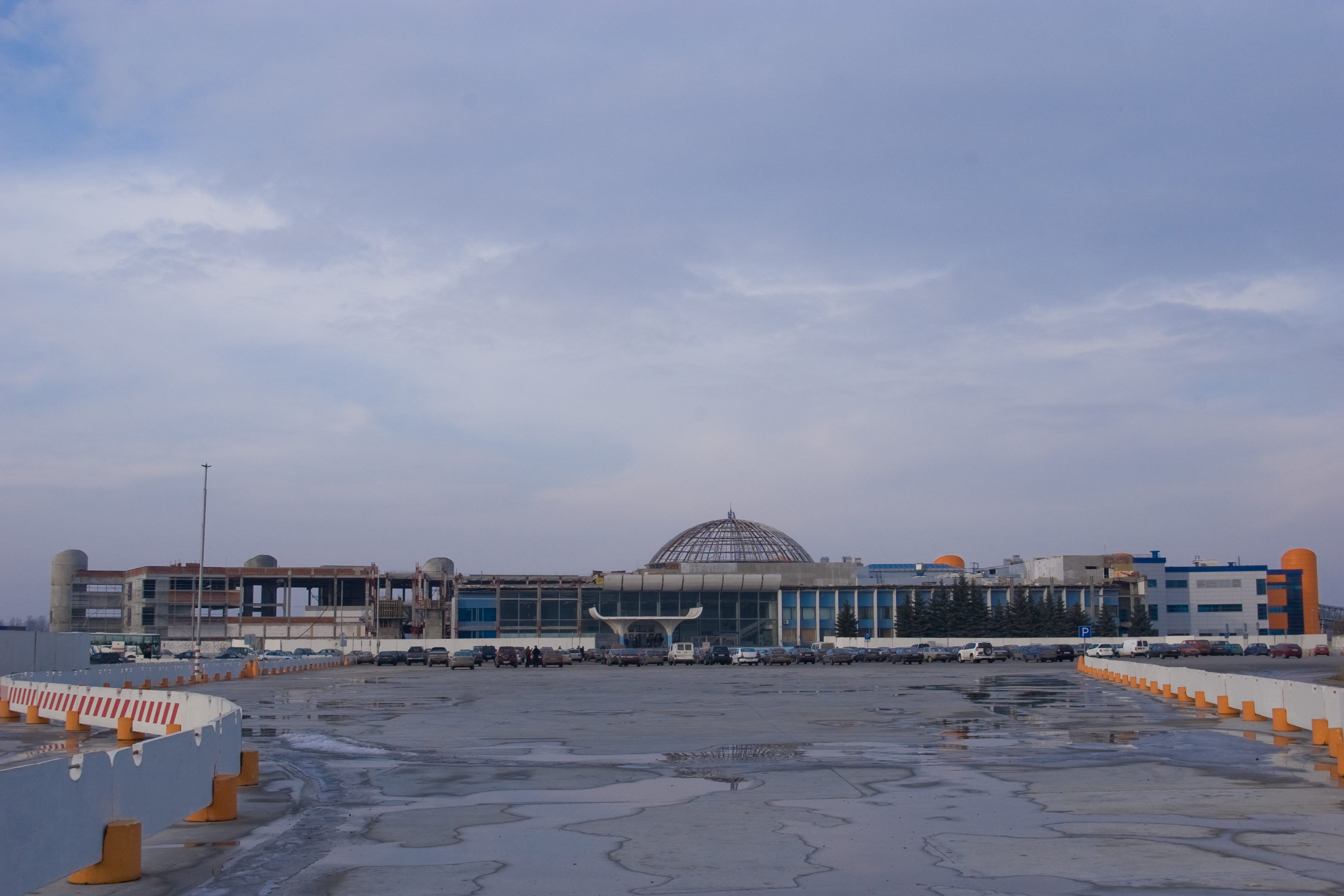
Ancien terminal en rénovation

## Situation

### Carte des aéroports russes
| \| 50 km1:1 791 000 \| Koursk Abakan Anapa Pskov Arkhangelsk Astrakhan Barnaoul Belgorod Blagoveshchensk Bratsk Grozny Guelendjik Iakoutsk Iékaterinbourg Ijevsk Ioujno-Sakhalinsk Irkoutsk Kaliningrad Kazan Kemerovo Khabarovsk Khanty-Mansiïsk Krasnodar Krasnoïarsk Magadan Magnitogorsk Makhachkala Mineralnye Vody Mirny Moscou · SVO Moscou · DME Moscou-VKO Mourmansk Narian-Mar Nijnekamsk Nijnevartovsk Nijni Novgorod Noïabrsk Alykel Novokouznetsk Novossibirsk Novy Ourengoï Omsk Orenbourg Oufa Oulan-Oude Oulianovsk Perm Petropavlovsk-Kamtchatski Rostov · sur-le-Don Sabetta Saint-Pétersbourg Salekhard Samara Saratov Simferopol Sotchi Sourgout Stavropol Kyzyl Syktyvkar Tcheliabinsk Tchita Tioumen Tomsk Vladivostok Volgograd Voronej |
| 50 km1:1 791 000 |

## Statistiques
Pour des raisons techniques, il est temporairement impossible d'afficher le graphique qui aurait dû être présenté ici.

Voir la requête brute et les sources sur Wikidata.

## Compagnies aériennes et destinations

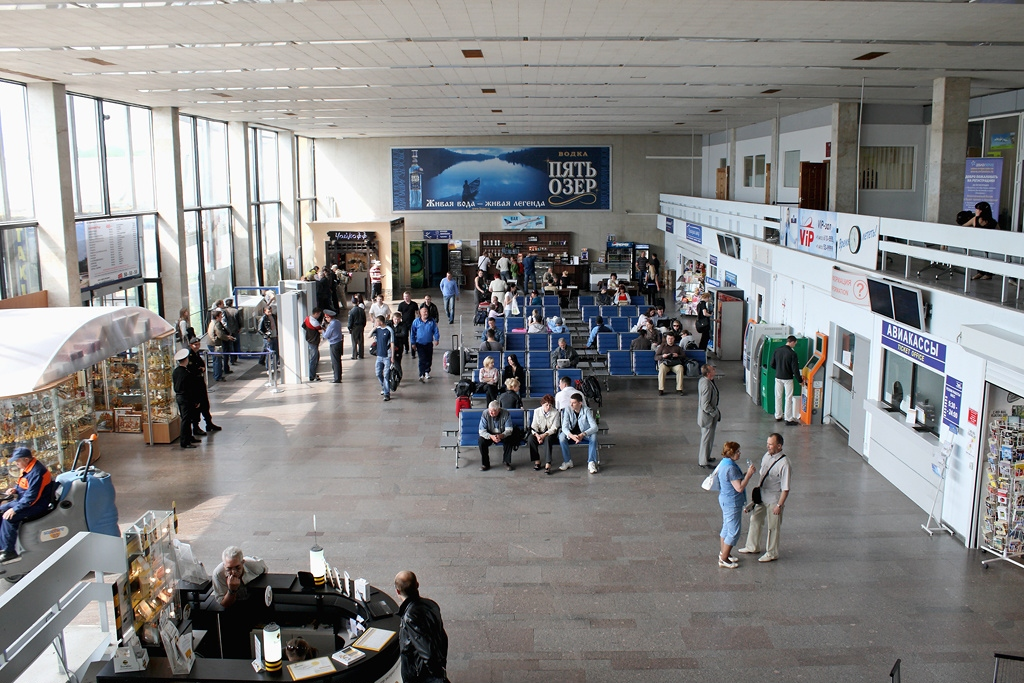
Intérieur de l'ancien terminal

| Compagnies            | Destinations                                                             |
| --------------------- | ------------------------------------------------------------------------ |
| Aeroflot              | Moscou Chérémétiévo                                                      |
| airBaltic             | Riga                                                                     |
| Azimuth               | Kaluga (Grabtsevo) (en), Krasnodar-Pashkovsky,, Rostov-sur-le-Don/Platov |
| Azur Air              | En saison Charter : Dalaman, Dubaï Al Maktoum                            |
| Belavia               | Minsk En saison : Brest (Biélorussie), Homiel                            |
| LOT Polish Airlines   | Varsovie-Chopin                                                          |
| Pobeda                | Moscou-Vnoukovo, Saint-Pétersbourg-Poulkovo                              |
| RusLine               | Belgorod, Syktyvkar (en), Voronej (en)                                   |
| Rossiya Airlines      | Saint-Pétersbourg-Poulkovo                                               |
| S7 Airlines           | Moscou-Domodédovo                                                        |
| Severstal Air Company | Tcherepovets (en)                                                        |
| Smartavia             | Moscou-Domodédovo                                                        |
| Ural Airlines         | Moscou-Domodédovo, Saint-Pétersbourg-Poulkovo, Iékaterinbourg-Koltsovo   |
| Utair                 | Moscou-Vnoukovo                                                          |
| UVT Aero              | Kazan, Nijni Novgorod-Strigino, Perm, Volgograd (ex-Stalingrad)          |
| Uzbekistan Airways    | Tachkent                                                                 |

Édité le 04/02/2020

## Accès

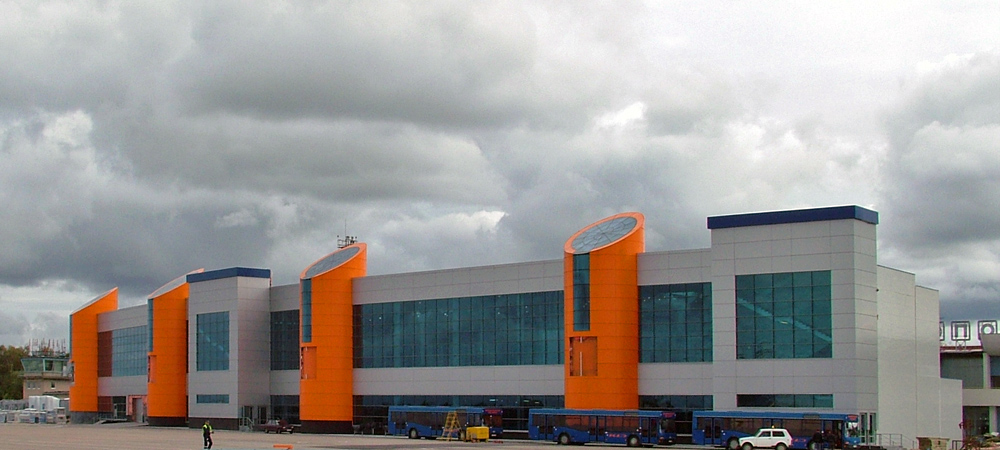
Nouveau terminal.

L'aéroport est relié à la gare de Kaliningrad-Passajirski par la ligne de bus n° 144 du Koenigtransauto (Кёнигтрансавто).